# Anders Boelskifte
Anders Boelskifte (født 17. februar 1954 i Roskilde) er en dansk forsvarsadvokat.
Boelskifte er student fra Roskilde Katedralskole og blev i 1977 cand.jur. fra Københavns Universitet. I 1980 blev han partner hos advokat Jørgen Jacobsen. 
Han har været forsvarer i en række større straffesager, bl.a. i sagen om de stråleramte Thule-arbejdere og for Abdoulghani Tokhi i Glasvej-sagen. Han har også repræsenteret danske rygere i deres kamp for at få erstatning fra Skandinavisk Tobakskompagni. Siden 2002 har han været advokat for Tvind-stifteren Mogens Amdi Petersen